# Ney d'Elchingen

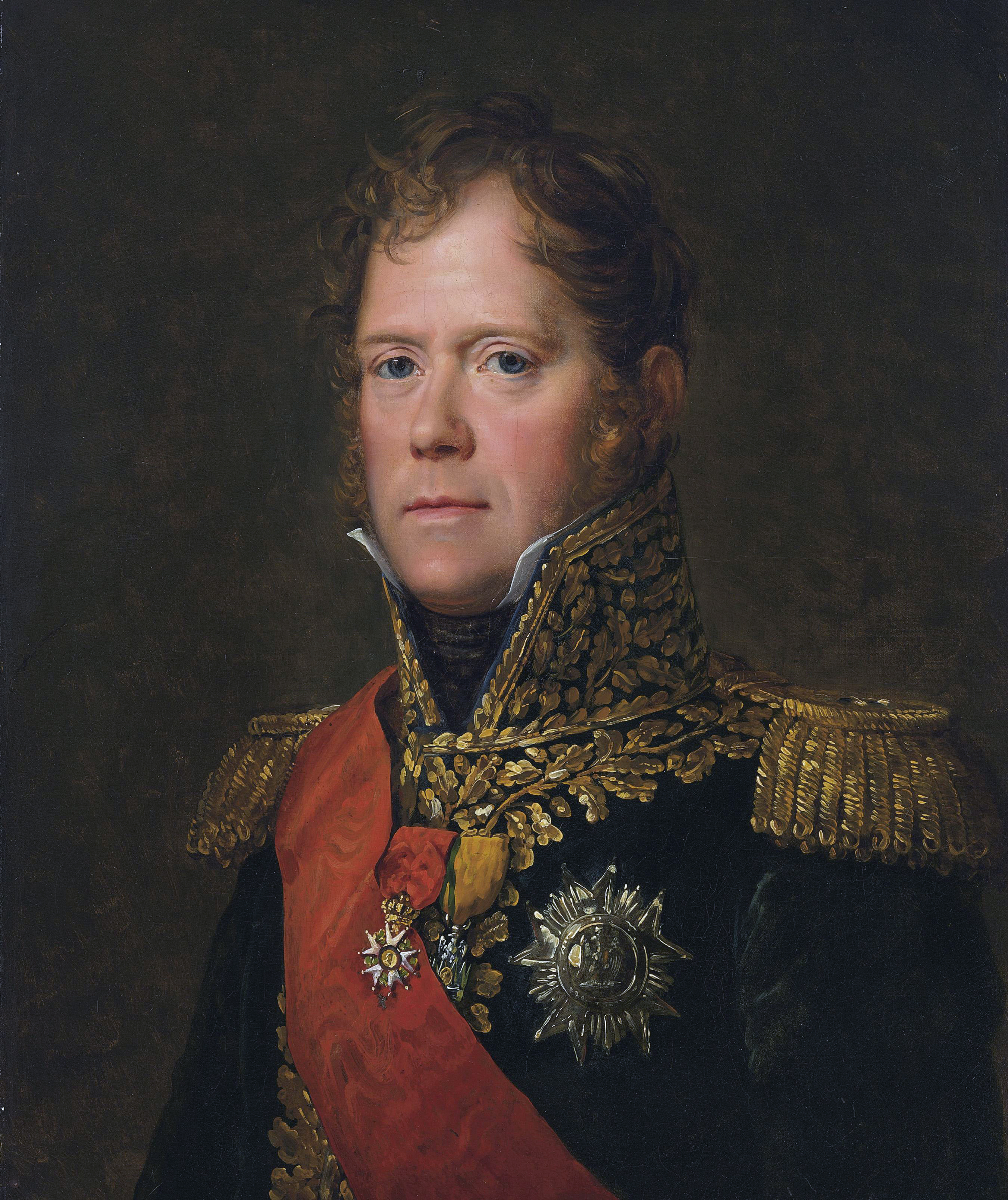
Michel Ney, 1er duc d'Elchingen (1769-1815)

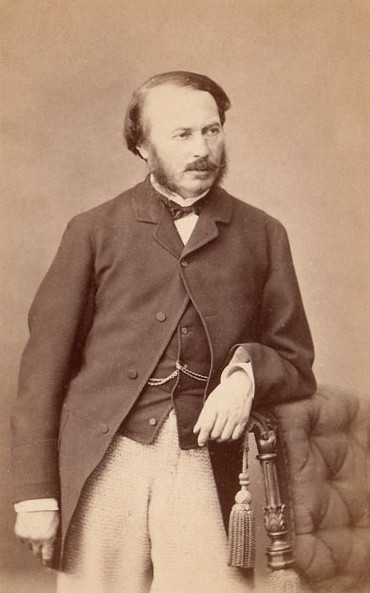
Le duc de Persigny (1808-1872)

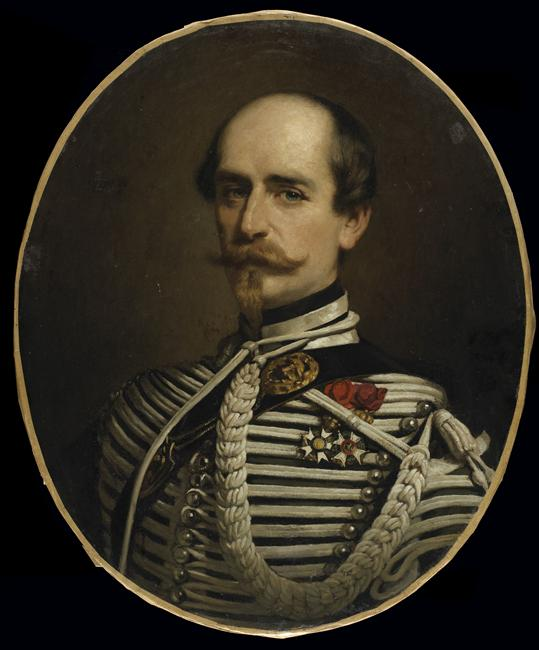
Edgar Ney, prince de la Moskowa (1812-1882).

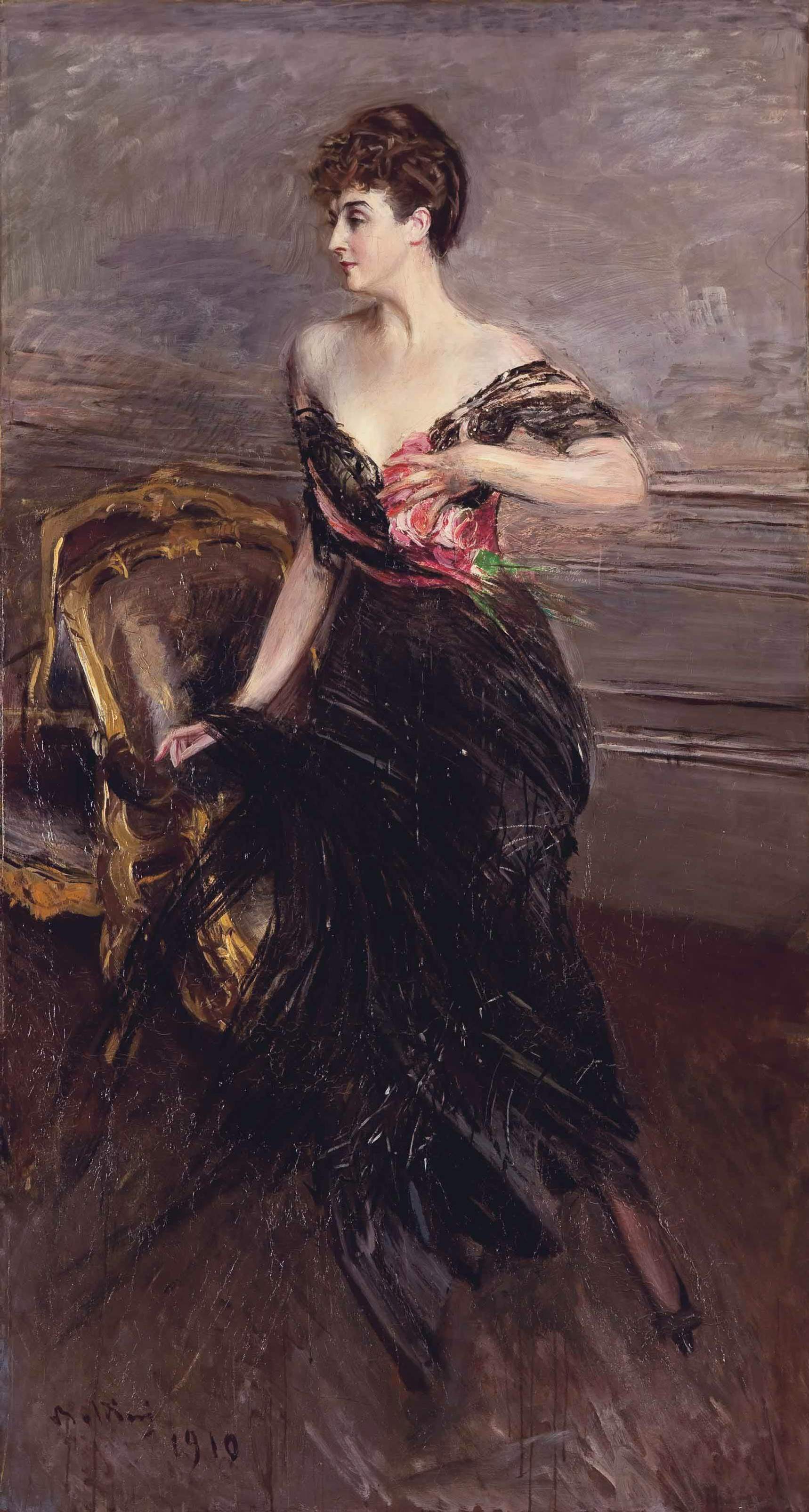
Cécile Murat Ney d'Elchingen (1867-1960) (Giovanni Boldini, 1910)

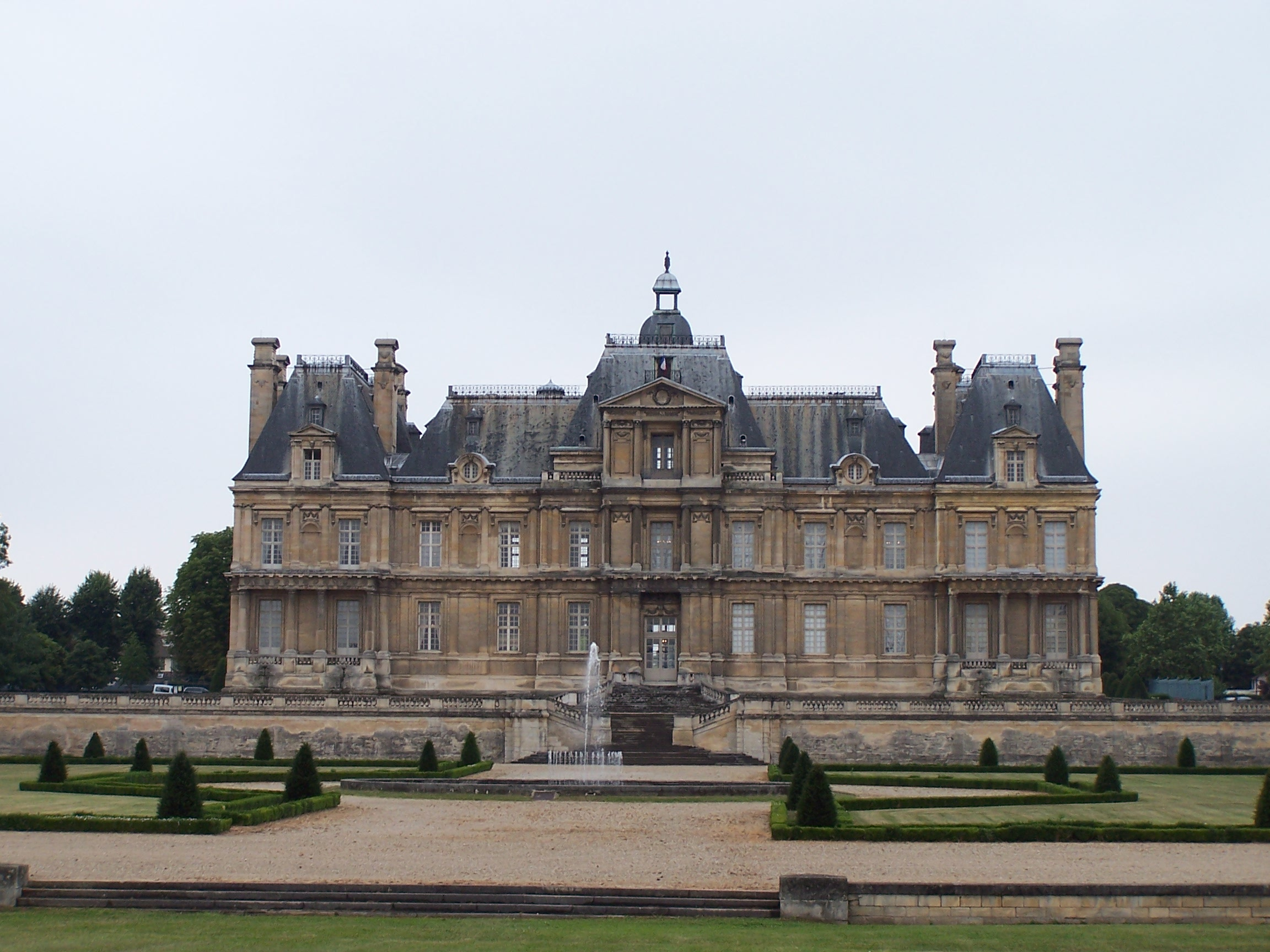
Kasteel van Maisons-Laffitte

Ney d'Elchingen is een uit Ensdorf (Saar) afkomstig geslacht dat bekend werd door de maarschalk van keizer Napoleon Bonaparte en dat in 2005 uitstierf.

## Geschiedenis
De stamreeks begint met Paul Ney die omstreeks 1670 werd geboren te Ensdorf aan de Saar en daar rond 1730 overleed. Zijn kleinzoon Peter Ney (1738-1826) trok naar Frankrijk. Een zoon van de laatste was de bekende maarschalk Michel Ney (1769-1815) die van Napoleon de titels van hertog van Elchingen (1808) en prins van La Moskowa (1813) kreeg, beide overgaande bij recht van eerstgeboorte en genoemd naar bekende veldslagen bij Elchingen (1805) en de slag aan de Moskva (rivier) (1812) waarbij de maarschalk een hoofdrol speelde. De familie draagt sindsdien de geslachtsnaam Ney d'Elchingen. Met een achterkleinzoon van de maarschalk, Michel Ney (1905-1969) stierf het geslacht in mannelijke lijn uit. Na het verkeersongeluk waarbij Laetitia Ney in 2005 om het leven kwam stierf het geslacht uit.

## Enkele telgen
Michel Ney (1769-1815), 1e hertog van Elchingen (1808), 1e prins de La Moskowa (1813), maarschalk, geëxecuteerd in 1815
- Joseph Ney, 2e prins de La Moskowa (1803-1857), brigadegeneraal; trouwde in 1828 met de bankiersdochter Albine Laffitte (1805-1881), erfdochter van kasteel van Maisons-Laffitte
  - Eglé Ney de La Moskova (1832-1890); trouwde in 1852 met Jean Victor Fialin, hertog van Persigny (1808-1872), senator, minister en ambassadeur
- Michel Ney, 2e hertog van Elchingen (1804-1854), brigadegeneraal
  - Michel Ney, 3e hertog van Elchingen (1835-1881), brigadegeneraal, adjudant van keizer Napoleon III; trouwde in 1866 Paule Morel (1847-1903), natuurlijke dochter van bankier Paul Furtado-Fould en Marie Jule Morel en adoptiefdochter van bankier Carl Heine; zij hertrouwde in 1882 met Victor Masséna, prins d'Essling, hertog van Rivoli (1836-1910), kleinzoon van de maarschalk André Masséna (1758-1817)
    - Cécile Ney d'Elchingen (1867-1960); trouwde in 1884 Joachim prins Murat (1856-1932), achterkleinzoon van maarschalk Joachim Murat (1767-1815) en lid van de familie Murat
    - Napoléon Ney, 4e prins de La Moskowa (1870-1928), ritmeester; trouwde in 1898 met Eugénie prinses Bonaparte (1872-1949), zoon van officier Napoléon prins Bonparte (1839-1899) en Christina prinses Ruspoli (1842-1907), kleinzoon van Lucien prins Bonaparte (1775-1840), broer van keizer Napoleon
    - Rose Ney d'Elchingen (1871-1939), Italiaanse hofdame; trouwde in 1905 met Ottavio hertog Lanza Branciforte (1863-1938), Italiaans senator
    - Charles Ney, 4e hertog van Elchingen, 5e prins de La Moskowa (1873-1933), kapitein; trouwde in 1902 met Germaine Roussel (1873-1930), zus van schrijver Raymond Roussel (1877-1933)
      - Michel Ney, 5e hertog van Elchingen, 6e prins de La Moskowa (1905-1969), laatste mannelijke telg van het geslacht Ney, erfgenaam van zijn oom Raymond Roussel
        - Laetitia Ney d'Elchingen (1940-2005), stiliste, laatste telg van het adellijke geslacht Ney; trouwde in 1965 Alain Jouffroy (1928), schrijver en in 2007 winnaar van de Prix Goncourt de la poésie voor zijn gehele oeuvre; trouwde in 1975 Antonio Taulé (1945), kunstschilder
          - Tigrane Tanguy Theodore Taulé-Ney d'Elchingen (1976-2009), kunstschilder

    - Violette Ney d'Elchingen (1878-1936); trouwde in 1899 Eugène prins Murat (1875-1906), lid van de familie Murat

  - Hélène Ney d'Elchingen (1842-1893); trouwde in 1860 Nicolaus Bibesco (1830-1890), familie van Anna de Noailles en Marthe Bibesco
- Eugène Ney d'Elchingen (1806-1845), ambassade-attaché
- Edgar Ney, 3e prins de La Moskowa (1812-1882), keizerlijk senator, generaal en adjudant van keizer Napoleon III